# (16452) Goldfinger
(16452) Goldfinger est un astéroïde de la ceinture principale.

## Description
(16452) Goldfinger est un astéroïde de la ceinture principale. Il fut découvert le 28 septembre 1989 à l'Observatoire Palomar par Carolyn S. Shoemaker et Eugene M. Shoemaker. Il présente une orbite caractérisée par un demi-grand axe de 2,41 UA, une excentricité de 0,08 et une inclinaison de 6,3° par rapport à l'écliptique.

## Compléments